# Diprion similis
Diprion similis, auch als Zirben-Buschhornblattwespe bekannt, ist eine Art aus der Familie der Buschhornblattwespen (Diprionidae). Bekannt ist die Kiefernbuschhornblattwespenart in erster Linie als ein in Nordamerika eingeschleppter gefährlicher Forstschädling.

## Aussehen
Die adulten Pflanzenwespen sind 7–8 mm lang. Sie sehen denen der Art Diprion pini zum Verwechseln ähnlich und können nur mittels Genitaluntersuchungen unterschieden werden.
Ausgewachsene Larven von Diprion similis besitzen zwei schwarze Linien auf dem Rücken. An den Seiten befindet sich ein gelb-weiß-schwarzes Fleckenmuster. Der Kopf ist schwarz.

## Vorkommen
Das ursprüngliche Verbreitungsgebiet der Kiefernbuschhornblattwespenart liegt in Europa und Nordasien. Im Jahr 1914 wurde die Art erstmals in Nordamerika nachgewiesen. Dort breitete sie sich in den Folgejahren aus. Im Jahr 1977 reichte das Verbreitungsgebiet an der Ostküste von Südostkanada bis nach North Carolina und nach Westen bis in die Region der Großen Seen. Da die weiblichen Imagines schlechte Flieger sind, wird deren räumliche Ausbreitung mit dem Transport von Bäumen und Laub erklärt, infolgedessen die Eier und Larven an neue Standorte gelangten.

## Lebensweise
Das Habitat von Diprion similis bilden Kiefernwälder. Die ausgewachsenen Pflanzenwespen fliegen in Europa meist ab Ende April bzw. ab Mitte Juli in zwei Generationen. In Mitteleuropa beobachtet man die ausgewachsenen Larven an Jungpflanzen von Waldkiefern im Mai und Anfang Oktober. In Asien gibt es üblicherweise eine einzige Generation, in Nordamerika kann es bis zu drei Generationen pro Jahr geben.
Die Larven fressen Kiefernnadeln. In den USA vorrangig an der Weymouth-Kiefer (Pinus strobus) jedoch auch an anderen Kiefernarten wie Waldkiefer (Pinus sylvestris), Banks-Kiefer (Pinus banksiana) und Amerikanischer Rot-Kiefer (Pinus resinosa) sowie in geringerem Maße an Pinus virginiana und Pinus echinata.
Die weiblichen Imagines legen ihre Eier in Kiefernnadeln ab. Dazu sägen sie mit ihrem Schneideapparat Schlitze in die Nadeln. Die Larven durchlaufen sechs Stadien und erreichen im letzten Larvenstadium eine Körperlänge von 25 mm. Im Gegensatz zu Die Afterraupen spinnen einen Kokon, den sie an Pflanzenteilen befestigen. Anschließend verpuppen sie sich im Kokon.

## Parasitoide
Zu den Puppenparasitoiden von Diprion similis zählen folgende Erzwespen aus der Familie Torymidae:
- Monodontomerus aeneus
- Monodontomerus dentipes – parasitiert gregär (etwa 15 Individuen)[5]
- Monodontomerus minor
- Monodontomerus strobili

Weitere Larven-Puppen-Parasitoide sind folgende Raupenfliegen (Tachinidae):
- Drino inconspicua
- Chetogena janitrix

## Taxonomie
Aus der Literatur sind folgende Synonyme bekannt:
- Diprion simile
- Lophyrus eremita Thomson, 1871
- Lophyrus similis Hartig, 1836

## Bilder

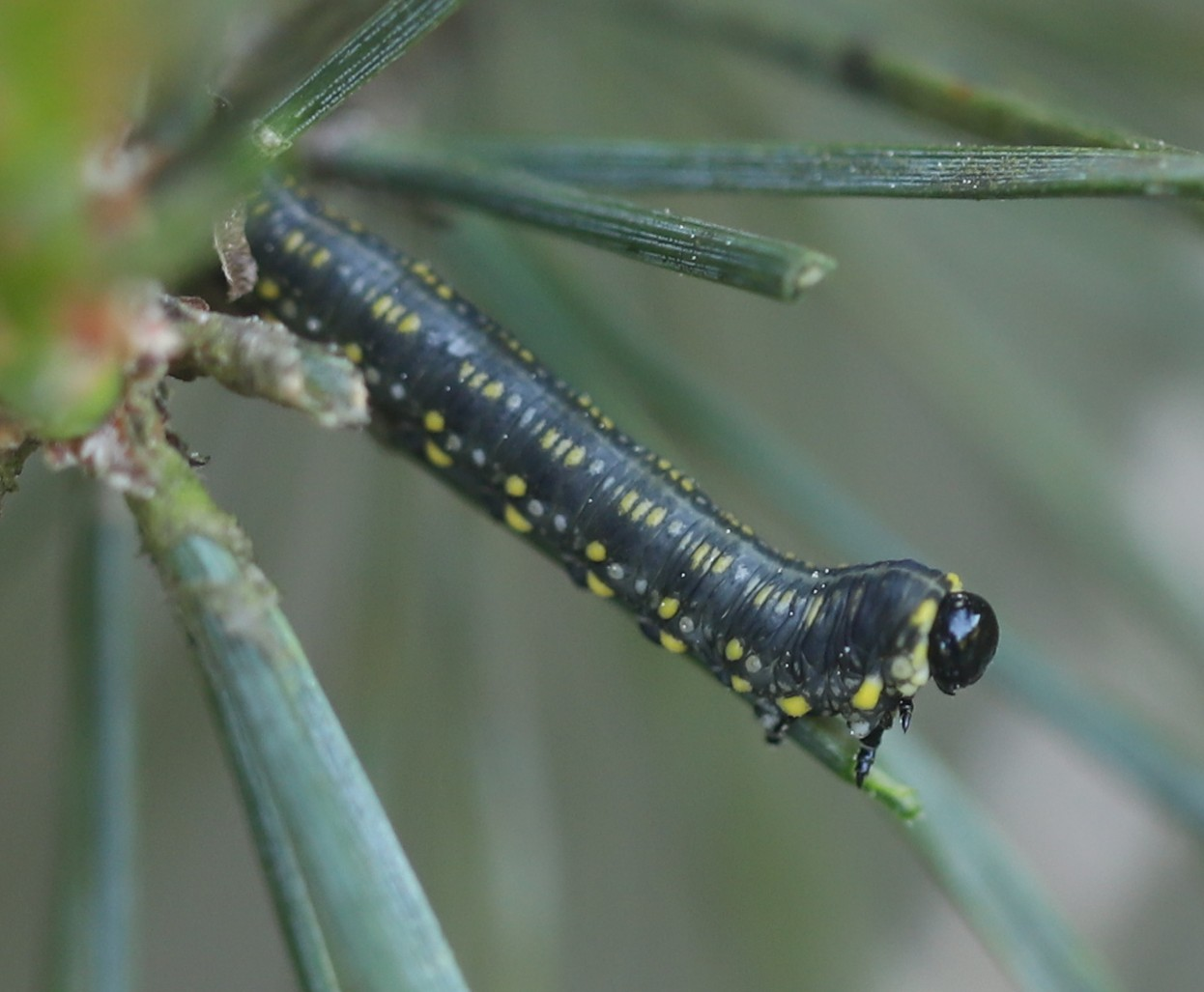
Larve, Mitte Mai
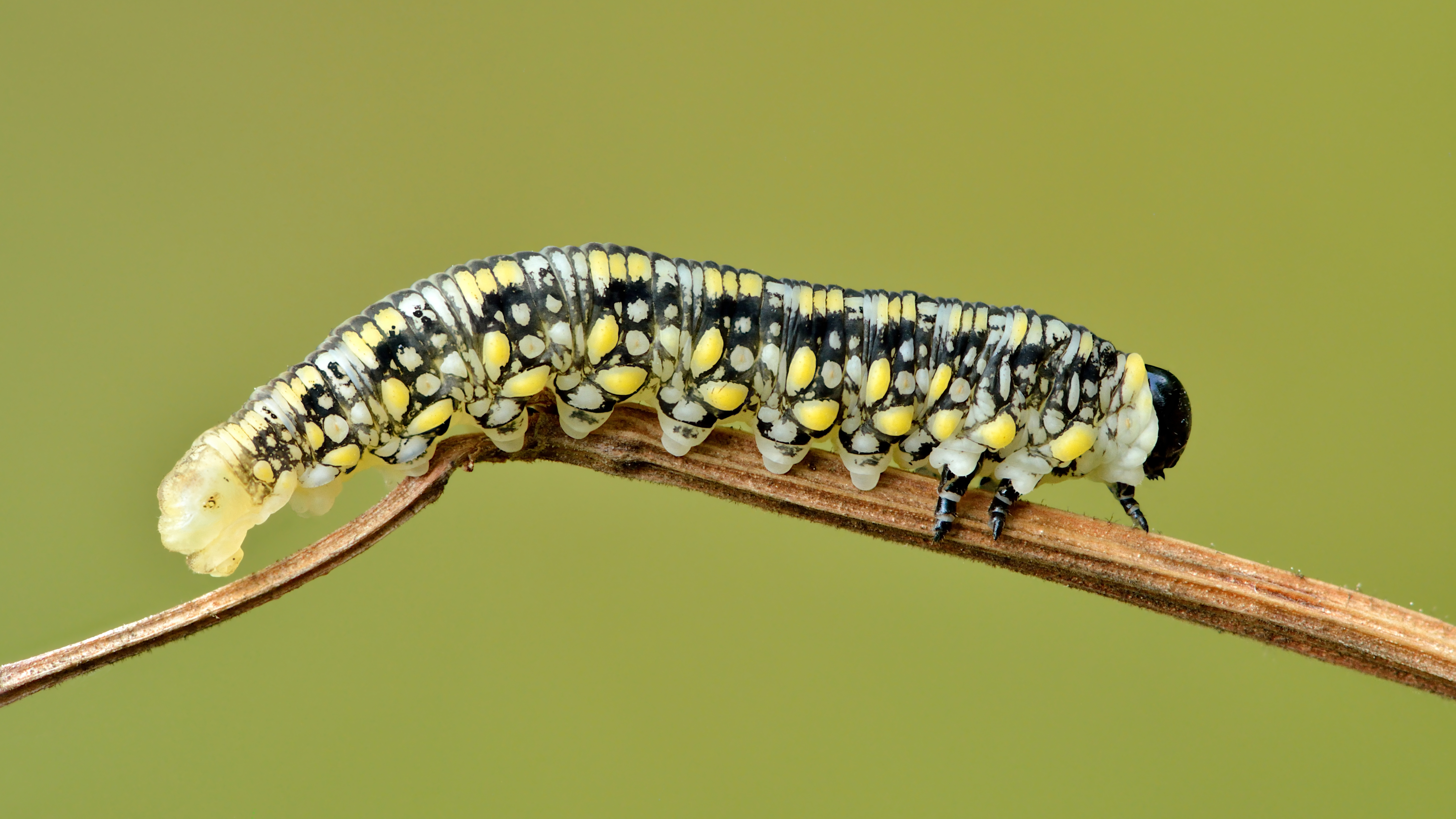
Ausgewachsene Larve
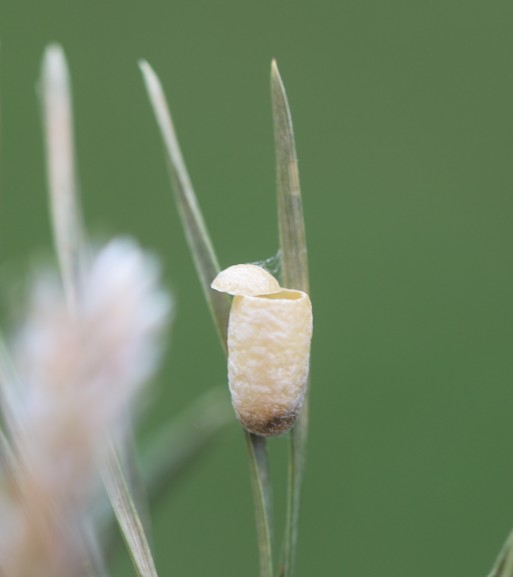
Geöffnetes Kokon
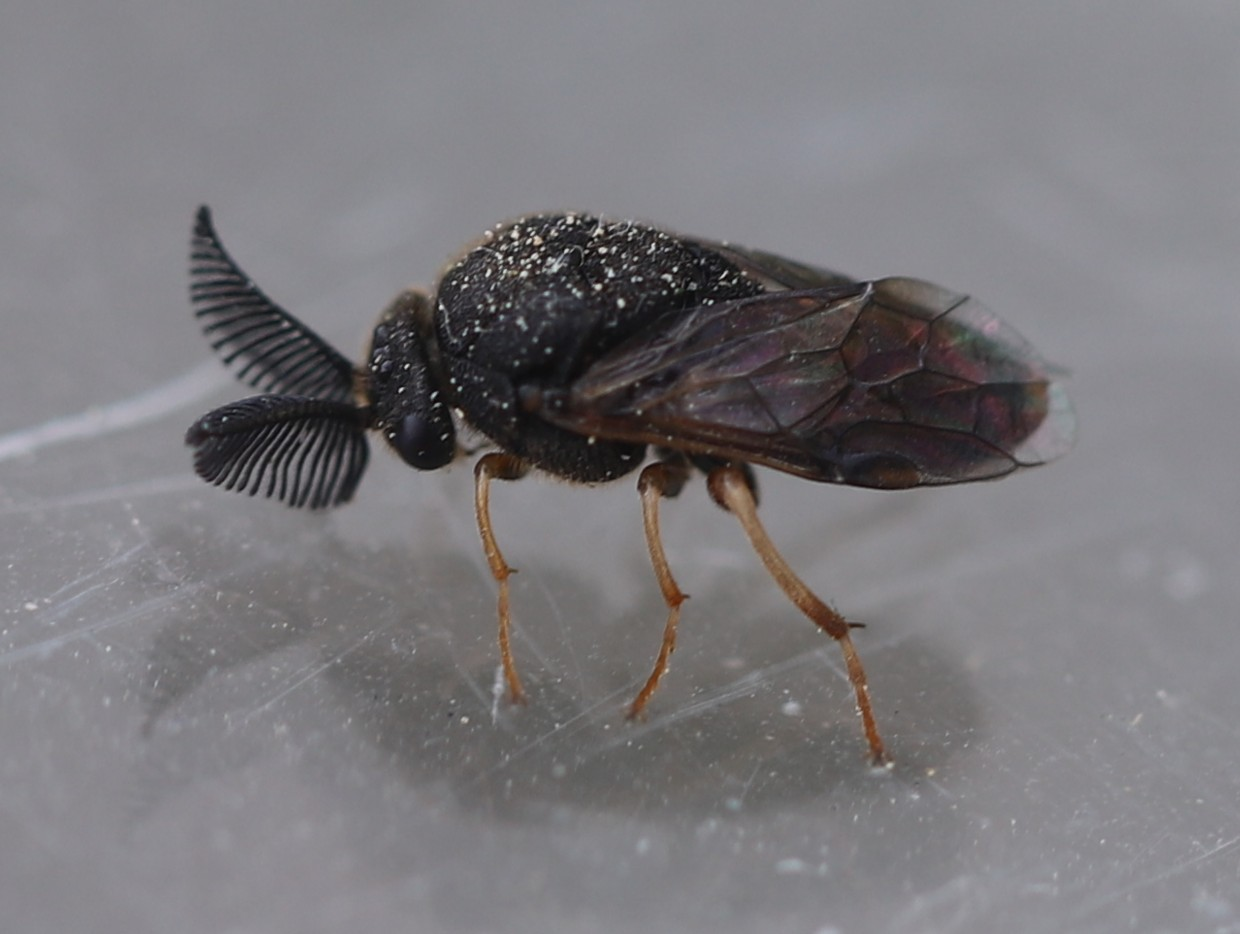
Männchen, Ende Mai geschlüpft
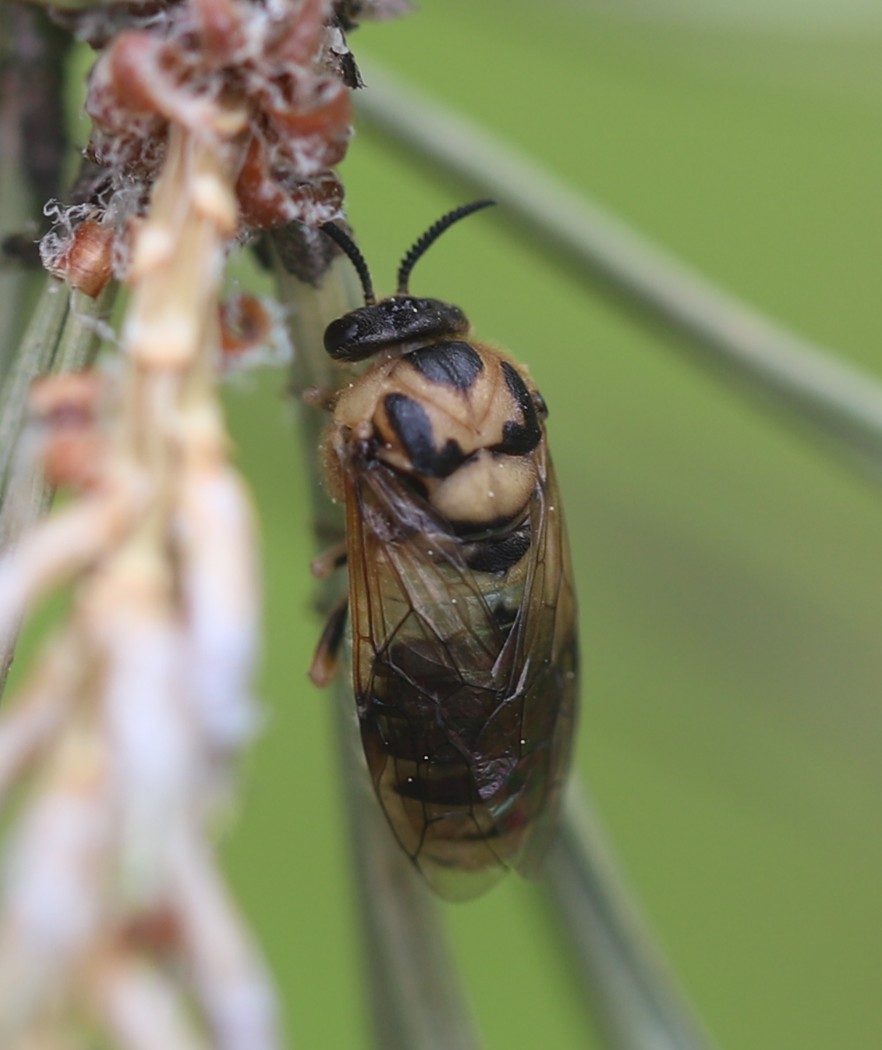
Weibchen
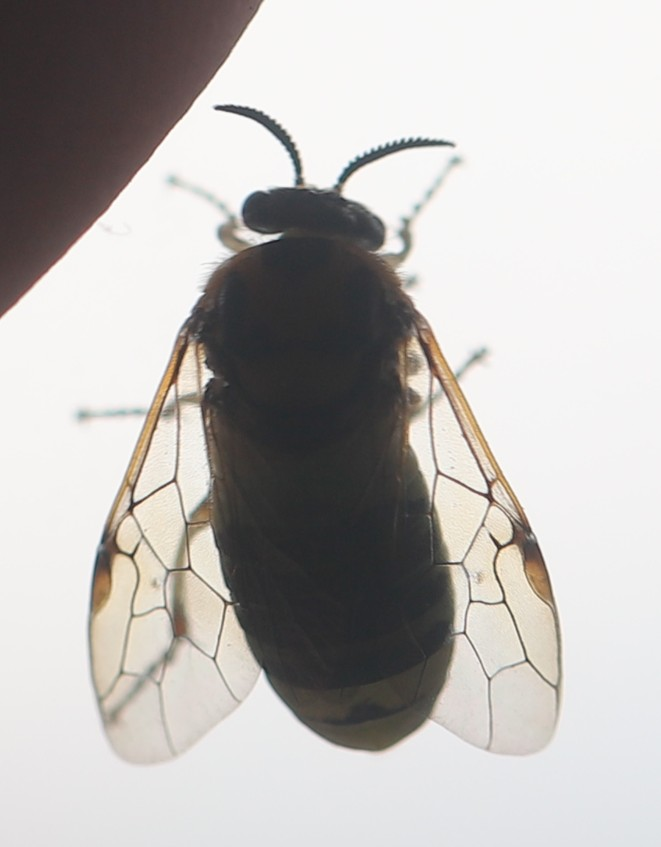
Weibchen, Teil der Flügeladerung sichtbar